# Prawo działalności gospodarczej
Prawo działalności gospodarczej – polska ustawa uchwalona przez Sejm III kadencji 19 listopada 1999 roku regulująca podejmowanie, wykonywanie i zakończenie działalności gospodarczej na terytorium Polski, prawa i obowiązki przedsiębiorców oraz związane z tym zadania organów władzy publicznej w latach 2001–2004.
Ustawa weszła w życie 1 stycznia 2001 roku i zastąpiła ustawę z dnia 23 grudnia 1988 r. o działalności gospodarczej nazywaną potocznie ustawą Wilczka. Zgodnie z uzasadnieniem ustawa miała stworzyć nowe ramy prawne funkcjonowania przedsiębiorczości w Polsce wynikające z uchwalenia w 1997 roku nowej Konstytucji RP oraz zobowiązań międzynarodowych Polski. Ustawa uchyliła też ustawę z dnia 14 czerwca 1991 r. o spółkach z udziałem zagranicznym i dekret z dnia 2 sierpnia 1951 r. o targach i targowiskach. Ustawę 21 sierpnia 2004 roku zastąpiła ustawa z dnia 2 lipca 2004 roku o swobodzie działalności gospodarczej.